# Ravi Vakil
Pour les articles homonymes, voir Vakil.
Ravi Vakil, né le 22 février 1970 à Toronto est un mathématicien canadien qui travaille dans le domaine de la géométrie algébrique.

## Biographie
Vakil est élève à l'école Etobicoke en Ontario, puis étudie à l'université de Toronto (maîtrise en 1992) et à l'université Harvard, où il obtient un doctorat en 1997 sous la direction de  Joe Harris (Enumerative geometry of curves via degeneration methods). Ensuite il est enseignant à l'université de Princeton et au Massachusetts Institute of Technology (de 1998 à  2001 en tant que C. L. E. Moore instructor). En 2001, il est professeur assistant et, depuis 2007, il est professeur à l'université Stanford.
Alors qu'il est encore lycéen, il fait partie de l'équipe canadienne des Olympiades internationales de mathématiques, où il gagne deux médailles d'or et une d'argent ; il est l'un des rares candidats à résoudre le difficile problème du saut de Viète. Comme étudiant, il est quatre fois consécutivement Putnam Fellow, résultat de sa participation au concours William Lowell Putnam.

## Travaux
Vakil travaille sur de nombreux aspects de la géométrie algébrique, notamment le calcul de Schubert de la géométrie énumérative de courbes algébriques dans l'espace projectif (objet d'un des problèmes de Hilbert), où il a résolu quelques problèmes ouverts depuis longtemps. Il a trouvé en particulier que tous les problèmes de dénombrement de points dans l'intersection de variétés de Schubert d'une variété de Grassmann complexe sont réels. Il a également travaillé sur les invariants de Gromov-Witten, l'Intersection Theory au sens de William Fulton et Robert MacPherson et les espaces modulaires de courbes et les singularités.

## Prix et distinctions
- 1980 : prix Lester Randolph Ford.
- 2001 : lauréat d'une bourse Sloan[5].
- 2001 - 2002 : AMS Centennial Fellowship.
- 2003 - 2008 : Career Grant de la National Science Foundation.
- 2004 : Presidential Early Career Award for Scientists and Engineers (PECASE) du président des États-Unis.
- 2005 : prix André-Aisenstadt du Centre de recherches mathématiques de l'université de Toronto[6].
- 2008 - 2013 : Packard Fellow.
- 2008 : prix Coxeter-James de la Canadian Mathematical Society[7] et prix G. de B. Robinson (en 2000) pour Characteristic numbers of quartic plane curves[8]. Dans cet article, Vakil résout la dernière partie de la conjecture de Zeuthen (1873) sur les caractéristiques d'une courbe plane lisse de degré d (avec d ≤ 4), c'est-à-dire le nombre de telles courbes qui passent par a points donnés et sont tangentes à b droites données (tout en position générale).
- 2012 - 2014 : Polya Lecturer de la Mathematical Association of America (MAA).
- 2014 : prix Chauvenet[9].

Vakil est fellow de l'American Mathematical Society.

## Publications
- A mathematical mosaic: patterns and problem solving, Mathematical Association of America (MAA) 1997, 2e édition 2007
- avec Kentaro Hori, Sheldon Katz, Albrecht Klemm, Aahul Pandharipande, Richard Thomas, Cumrun Vafa, Eric Zaslow Mirror Symmetry, American Mathematical Society 2003
- Éditeur Snowbird Lectures in Algebraic Geometry, Contemporary Mathematics, Band 388, American Mathematical Society 2005 (Snowbird Conference 2004)
- avec D. Abramovich, M. Marino, M. Thaddeus, K. Behrend, M. Manetti Enumerative invariants in algebraic geometry and string theory, CIME Summer School 2005, Lecture Notes in Mathematics, Volume 1947, Springer Verlag 2008
- The moduli space of curves and its tautological ring, Notices AMS, juin-juillet 2003, Online